# Mina (série télévisée)
Pour les articles homonymes, voir Mina.
Mina (hangeul :미나 ) est un drama sud-coréen de 20 épisodes diffusé sur  KBS 2TV en 2001.

## Synopsis
Deux sœurs jumelles qui ont grandi dans des mondes complètement différents l'une de l'autre vont devoir échanger leur place. La première, Park Mina, une chanteuse célèbre, qui a des disputes avec son manager, Kang Joon Suh à cause de sa relation secrète avec le riche, Jung Tae Hoon. La deuxième, Kim Soo Ryun, une pauvre jeune fille qui a du mal à vivre pour cause son manque d'argent. L'histoire prendra un tournant fatal quand Mina est sérieusement blessée dans un accident de voiture et que son manager trouver Soo Ryu[Quoi ?]. Ainsi, Joon Suh veut que Soo Ryu remplace Mina. Les ennuis arrivent quand Soo Ryu tombe doucement amoureuse de Tae Hoon et quand Mina avec une apparence différente revient en Corée du Sud, après avoir fait de la chirurgie plastique.

## Distribution
- Chae Jung Ahn - Kim Soo Ryun / Park Mina
- Kim Sa-Rang - Park Mina (après chirurgie)
- Kim Seung-su -  Jung Tae Hoon (le petit ami de Mina)
- Ahn Jae Mo -  Kang Joon Suh (le manager de Mina)

- Shin Ae - Ha Yoon Soo
- Kim Min Ho - Park Hyuk
- Kim Mi Ra - Yuh Jin Joo
- Han Jin Hee
- Han Hye Sook
- Yoon Ji Hun
- Choi Sang Hak
- Baek Il Sub
- Kim Min Jung
- Oh Ji Hye
- Lee Chang Hoon
- Cha Joo Ok
- Kim Mu Saeng
- Hong Choong Min